# InstaShop
InstaShop (Arabic : انستاشوب) es una empresa de reparto de los Emiratos Árabes Unidos con sede en Dubái y parte de Delivery Hero, un holding alemán. Además de los EAU, la compañía opera en Baréin, Egipto, Catar, Líbano, Arabia Saudita, Grecia, Omán y Kuwait.

## Resumen
InstaShop fue fundada en 2015, en Dubái, por dos empresarios griegos, Ioanna Angelidaki y su cofundador y CEO, John Tsioris.
InstaShop se centra en un modelo de negocio con un mercado de dos caras para compradores y minoristas.
El servicio basado en aplicaciones permite a los clientes pedir comestibles para la entrega a pedido de una amplia selección de supermercados y minoristas locales. Los clientes pueden elegir en las franjas horarias programadas o dentro de los 60 minutos de los proveedores para que sus compras sean entregadas.
InstaShop opera

Como servicio B2B, la empresa obtiene sus ingresos de las comisiones pagadas por el supermercado desde el que entrega.
InstaShop ha incorporado varios minoristas locales como farmacias, carnicerías, frutas y verduras frescas, tiendas de mascotas, flores, maquillaje, productos orgánicos, pasteles, limpiadores, café, tarjetas telefónicas prepagadas, cuidado de bebés y otros.
La compañía cuenta con más de 500.000 usuarios activos y socios con aproximadamente 1.500 proveedores a partir del primer semestre de 2020.
En 2020, 200 personas trabajaban para InstaShop, con 130 en los EAU.
InstaShop ha atraído alrededor de $10 millones en inversiones externas de Venture Friends, Jabbar Internet Group y Souq.com (ahora Amazon) a través de dos rondas de financiación pública y privada.

## Historia
Durante el segundo semestre de 2015, InstaShop negoció su primera recaudación de fondos. La primera ronda fue de alrededor de $365.000 en semillas, mientras que el público llegó a $750.000.
En octubre de 2016, Souq.Com, una de las principales empresas de comercio electrónico de la región del Golfo, invirtió en InstaShop.
El 26 de agosto de 2020, InstaShop anunció su adquisición por Delivery Hero, con sede en Berlín, en un acuerdo por un valor de $360 millones. InstaShop ha continuado operando como una marca independiente sin cambios en su gestión.

En noviembre de 2020, InstaShop entró en el mercado de la compra a granel y puso en marcha el nuevo servicio a través de sus centros de micro-cumplimiento.